# 토리밴드
토리밴드는 전북대학교 학생들로 구성된 대한민국의 음악 그룹이다.

## 방송
- 보컬플레이 2 (2019) - Top50

## 음반
- 외눈박이 거인 (2018)
- 세 가지 꿈 (2021)